# Новосафарово (Мішкинський район)
Новосафа́рово (рос. Новосафарово, башк. Яңы Сафар) — присілок у складі Мішкинського району Башкортостану, Росія. Входить до складу Ур'ядинської сільської ради.
Населення — 21 особа (2010; 34 у 2002).
Національний склад:
- татари — 94 %

## Відомі особистості
В поселенні народився:
- Актуганов Махмут Сафійович (1924—1971) — радянський вояк.